# West Lockinge
West Lockinge est un village de l’Oxfordshire, en Angleterre.

## Géographie
West Lockinge est situé dans le sud-ouest de l'Oxfordshire, à 2,4 km à l’est de la ville de Wantage. Administrativement, il est rattaché à la paroisse civile de Lockinge, dans le district non métropolitain du Vale of White Horse.

## Histoire
Comme le reste du Vale of White Horse, West Lockinge appartient historiquement au comté du Berkshire. Le village est transféré à l'Oxfordshire en 1974, par application du Local Government Act 1972.
La paroisse de West Lockinge est abolie le 1er avril 1934 pour laisser place à celle de Lockinge.